# Saint-Aubin-sur-Aire
Saint-Aubin-sur-Aire é uma comuna francesa na região administrativa de Grande Leste, no departamento de Meuse. Estende-se por uma área de 14,17 km². Em 2010 a comuna tinha 169 habitantes (densidade: 11,9 hab./km²).